# NGC 2872
NGC 2872 (również PGC 26733 lub UGC 5018) – galaktyka eliptyczna (E2), znajdująca się w gwiazdozbiorze Lwa. Odkrył ją William Herschel 15 marca 1784 roku. Oddziałuje grawitacyjnie z sąsiednią NGC 2874. Ta para galaktyk stanowi obiekt Arp 307 w Atlasie Osobliwych Galaktyk Haltona Arpa.